# El Salvador op de Olympische Zomerspelen 2004
El Salvador nam deel aan de Olympische Zomerspelen 2004 in Athene, Griekenland. Net als tijdens alle eerdere deelnames werd geen medaille gewonnen.

## Resultaten en deelnemers

### Atletiek
| Olympiër           | Discipline | Resultaat | Prestatie               |
| ------------------ | ---------- | --------- | ----------------------- |
| Takeshi Fujiwara   | 400m (m)   | 56e       | serie 3: 7de in 48,46   |
|                    |            |           |                         |
| Elizabeth Zaragoza | 5000m (v)  | DNF       | serie 1: niet gefinisht |

### Boogschieten
| Olympiër       | Discipline      | Resultaat | Prestatie                                                                       |
| -------------- | --------------- | --------- | ------------------------------------------------------------------------------- |
| Ricardo Merlos | individueel (m) | 33e       | plaatsingsronde: 51ste met 630 punten 1ste ronde: V van NED Van Altsen: 151-152 |

### Gewichtheffen
| Olympiër        | Discipline | Resultaat | Prestatie                                                    |
| --------------- | ---------- | --------- | ------------------------------------------------------------ |
| Eva María Dimas | -75kg (v)  | 11e       | trekken: 11de met 105kg stoten: 11de met 125kg totaal: 230kg |

### Schietsport
| Olympiër       | Discipline          | Resultaat | Prestatie                                         |
| -------------- | ------------------- | --------- | ------------------------------------------------- |
| Patricia Rivas | 10m luchtgeweer (v) | 20e       | kwalificatie: 20ste met 393 punten (97-98-100-98) |

### Wielersport
| Olympiër      | Discipline                    | Resultaat | Prestatie                      |
| Baan          | Baan                          | Baan      | Baan                           |
| ------------- | ----------------------------- | --------- | ------------------------------ |
| Evelyn García | individuele achtervolging (m) | 12e       | kwalificatie: 12de in 3.56,055 |
| Weg           |                               |           |                                |
| Evelyn García | wegwedstrijd (m)              | 35e       | 3:28.39                        |

### Zwemmen
| Olympiër     | Discipline          | Resultaat | Prestatie                |
| ------------ | ------------------- | --------- | ------------------------ |
| Golda Marcus | 400m vrije slag (v) | 33e       | serie 1: 2de in 4.22,27  |
| Golda Marcus | 800m vrije slag (v) | 21e       | serie 1: 1ste in 8.59,81 |

Afghanistan · Albanië · Algerije · Amerikaanse Maagdeneilanden · Amerikaans-Samoa · Andorra · Angola · Antigua en Barbuda · Argentinië · Armenië · Aruba · Australië · Azerbeidzjan · Bahama's · Bahrein · Bangladesh · Barbados · België · Belize · Benin · Bermuda · Bhutan · Bolivia · Bosnië en Herzegovina · Botswana · Brazilië · Britse Maagdeneilanden · Brunei · Bulgarije · Burkina Faso · Burundi · Cambodja · Canada · Centraal-Afrikaanse Republiek · Chili · China · Chinees Taipei · Colombia · Comoren · Congo-Brazzaville · Congo-Kinshasa · Cookeilanden · Costa Rica · Cuba · Cyprus · Denemarken · Djibouti · Dominica · Dominicaanse Republiek · Duitsland · Ecuador · Egypte · El Salvador · Equatoriaal-Guinea · Eritrea · Estland · Ethiopië · Fiji · Filipijnen · Finland · Frankrijk · Gabon · Gambia · Georgië · Ghana · Grenada · Griekenland · Groot-Brittannië · Guam · Guatemala · Guinee · Guinee‑Bissau · Guyana · Haïti · Honduras · Hongarije · Hongkong · Ierland · IJsland · India · Indonesië · Irak · Iran · Israël · Italië · Ivoorkust · Jamaica · Japan · Jemen · Jordanië · Kaaimaneilanden · Kaapverdië · Kameroen · Kazachstan · Kenia · Kirgizië · Kiribati · Koeweit · Kroatië · Laos · Lesotho · Letland · Libanon · Liberia · Libië · Liechtenstein · Litouwen · Luxemburg · Macedonië · Madagaskar · Malawi · Malediven · Maleisië · Mali · Malta · Marokko · Mauritanië · Mauritius · Mexico · Micronesië · Moldavië · Monaco · Mongolië · Mozambique · Myanmar · Namibië · Nauru · Nederland · Nederlandse Antillen · Nepal · Nicaragua · Nieuw-Zeeland · Niger · Nigeria · Noord-Korea · Noorwegen · Oeganda · Oekraïne · Oezbekistan · Oman · Oostenrijk · Oost‑Timor · Pakistan · Palau · Palestina · Panama · Papoea-Nieuw-Guinea · Paraguay · Peru · Polen · Portugal · Puerto Rico · Qatar · Roemenië · Rusland · Rwanda · Saint Kitts en Nevis · Saint Lucia · Saint Vincent en Grenadines · Salomonseilanden · Samoa · San Marino · Sao Tomé en Principe · Saoedi-Arabië · Senegal · Servië en Montenegro · Seychellen · Sierra Leone · Singapore · Slovenië · Slowakije · Soedan · Somalië · Spanje · Sri Lanka · Suriname · Swaziland · Syrië · Tadzjikistan · Tanzania · Thailand · Togo · Tonga · Trinidad en Tobago · Tsjaad · Tsjechië · Tunesië · Turkije · Turkmenistan · Uruguay · Vanuatu · Venezuela · Verenigde Arabische Emiraten · Verenigde Staten · Vietnam · Wit-Rusland · Zambia · Zimbabwe · Zuid-Afrika · Zuid-Korea · Zweden · Zwitserland